# Jessica Alba
Jessica Marie Alba (født 28. april 1981) er en amerikansk skuespiller. Hun er mest kendt for sine roller i tv-serierne Flipper og Dark Angel samt filmene Sin City (baseret på tegneserien af samme navn), Fantastic Four 1 og Fantastic Four 2.

## Biografi

### Opvækst
Alba blev født i Pomona, Californien, som datter af Mark og Catherine Alba. Hendes far er mexikansk-amerikaner), mens hendes mor er af dansk-fransk afstamning.  Begge forældre blev født i Californien.  Albas forældre blev gift i deres teenageår . 
Hendes morfar var i United States Marine Corps som NCO i 30 år, hvor han gjorde tjeneste på Stillehavet under 2. verdenskrig, og senere som Assistant Drum Major i United States Marine Band. Alba voksede op i en Air Force-familie med sin bror, Joshua Alba og sine bedsteforældre, indtil hun var sytten år gammel. Hendes fars air force-karriere førte familien til Biloxi, Mississippi, og Del Rio, Texas, hvorefter de bosatte sig fast i Californien.
Albas tidlige liv var en meget hård periode for hende, med en del sygeperioder; hun led af atelektase (kollapsede lunger) to gange, havde lungebetændelse 4-5 gange om året, sprængte sin blindtarm og hun havde en cyste på mandlerne. Dette gjorde at hun blev isoleret fra de andre børn i skolen, fordi hun ikke var nok i skole til at nogen lærte hende at kende og blive ven med hende.
Alba har fortalt, at hun gennem det meste af sin barndom led af OCD. Hendes helbred blev dog bedre, da familien flyttede til Californien. Hun dimitterede fra high school som 16-årig og begyndte efterfølgende ved Atlantic Theater Company.

### Karriere
Alba har udvist interesse for skuespil fra hun var 5 år gammel. Hun fik sin første skuespilundervisning som 12-årig, og en agent skrev kontrakt med hende ni måneder senere.  Hendes første optræden på film var en lille rolle i 1994 i Camp Nowhere som Gail. Hun var oprindelig ansat i to uger, men rolle blev ændret til et to-måneders arbejde som en hovedrolle, da en af de fremtrædende skuespillere faldt fra. 
Alba medvirkede som barn i to amerikanske tv-reklamer for Nintendo og JCPenney. Hun medvirkede senere i flere uafhængige film. Hun vendte tilbage til tv i 1994 i en tilbagevendende rolle som den forfængelige Jessica i tre afsnit af Nickelodeons komedieserie The Secret World of Alex Mack. Hun spillede derefter rollen som Maya i de to første sæsoner af Flipper. Under vejledning fra sin mor, der var livredder, lærte Alba at svømme før hun kunne gå, og hun er Professional Association of Diving Instructors-certificeret (PADI) SCUBA-dykker.  Hendes erfaring som dykker blev anvendt i serien, der blev indspillet i Australien. 
I 1998 optrådte hun som Melissa Hauer i et afsnit af første sæsons af Steven Bochcos krimi-drama Brooklyn Syd, som Leanne i to afsnit af Beverly Hills 90210 og som Layla i et afsnit af The Love Boat: The Next Wave. I 1999 optrådte hun i Randy Quaids komedie PUNKS. Efter Alba var færdig med high school, studerede hun skuespil hos William H. Macy og hans kone Felicity Huffman ved Atlantic Theater Company, udviklet af Macy og den Pulitzer Prize-vindende dramatiker og filminstruktør, David Mamet.
I 1999 blev Alba mere kendt i Hollywood, efter at hun optrådte som et medlem af en snobbet high school-klike i Drew Barrymores romantiske komedie Never Been Kissede, og havde den kvindelige hovedrolle i komedie-horror-filmen Idle Hands fra 1999, overfor Devon Sawa. Hendes store gennembrud kom da manuskriptforfatteren og instruktøren James Cameron udvalgte Alba blandt 1200 kandidater til rollen som den genetisk manipulerede supersoldat, Max Guevara, i FOX' science fiction-tv-serie Dark Angel.  Den to sæsoner lange serien, som Cameron havde været med til at skabe, gjorde Alba til en stjerne, gav hende kritikerros og en Golden Globe-nominering.  Senere fortalte Alba, at hun led af spiseforstyrrelser under forberedelserne til serien..
Blandt Albas filmroller er den spirende danser i Honey, den eksotiske danser Nancy Callahan i Sin City og den klassiske Marvel Comics-figur, Sue Storm alias Invisible Woman, i Fantastic Four, hvorom filmkritikeren Mick LaSalle udtalte, at hendes præstation, med lange taleafsnit var på "gyngende grund". Hun medvirkede derefter i efterfølgeren, Into the Blue sammen med den afdøde Paul Walker senere det år, og derefter Good Luck Chuck et par år efter. Alba var vært ved 2006 MTV Movie Awards og fremførte sketches, som gjorde grin med filmene King Kong, Mission Impossible 3 og Da Vinci Mysteriet. I 2007 spillede hun med i Awake sammen med Hayden Christensen.
I 2008 havde Alba sin første rolle i en horrorfilm, The Eye, der er en genindspilning af Hong Kong-originalen. I februar var hun vært for Academy of Motion Picture Arts and Sciences's Science and Technical Awards. Senere det år medvirkede hun også i The Love Guru. Hun medvirkede i An Invisible Sign of My Own, med forventet premiere 2010.

## Pressen
I marts 2006 kunne man finde Alba på forsiden af mandebladet Playboy kun iført blå bikini, et reklamefoto fra filmen Into the Blue, uden hendes samtykke. Hun mente at billedet fik folk til at tro, at man inde i bladet ville finde nøgenbilleder af hende.  Hun lagde sag an mod bladet, men sagsanlægget blev senere droppet efter en personlig undskyldning fra Hugh Hefner og et løfte om donationer til velgørenhed.
I 2006 blev Alba kåret som nr. 1 af Askmen.com, i afstemningen om de "99 mest eftertragtede kvinder", hvor hun i 2007 blev kåret som nr. 2 i bladet Maxim på deres Top 100, efter skuespilleren Lindsay Lohan. Både GQ og InStyle havde Alba på deres juni-forsider, og i maj 2007 kårede bladet FHM (britisk og amerikansk udgave) efter 8 mio. stemmer Alba som "2007s mest sexede kvinde i verden".  I 2008 kom Alba på Maxims Hot 100-liste.       
Alba modtog en Teen Choice Award i kategorien "Choice Actress" og en Saturn Award for "Best Actress on Television" for sin rolle i Dark Angel I 2006 modtog Alba en MTV Movie Award for "Sexiest Performance" i Sin City fra 2005.  
Hendes skuespil har også fået negativ kritik, da hun blev nomineret til en Golden Raspberry Award i kategorien "Worst Actress" (værste skuespillerinde) i filmene Awake, Good Luck Chuck og Fantastic Four: Rise of the Silver Surfer. Alba var også nomineret i samme kategori i 2005 i filmene Fantastic Four og Into the Blue.  

### Privat
Den 19. maj 2008 blev Alba gift på Beverly Hills rådhus med sin forlovede, Cash Warren, som hun havde mødt under optagelserne til Fantastic Four.  Den 7. juni 2008 fødte Alba en pige, Honor Marie Warren, på Cedars-Sinai Medical Center i Los Angeles, Californien.

## Filmografi

### Film
| År   | Film                                      | Rolle                          | Bemærkninger |
| ---- | ----------------------------------------- | ------------------------------ | --- |
| 1994 | Camp Nowhere                              | Gail                           | |
| 1995 | Venice Rising                             | Ung Eve                        | |
| 1999 | P.U.N.K.S.                                | Samantha Swoboda               | |
| 1999 | Never Been Kissed                         | Kirsten Liosis                 | |
| 1999 | Idle Hands                                | Molly                          | |
| 2000 | Paranoid                                  | Chloe                          | |
| 2003 | The Sleeping Dictionary                   | Selima                         | DVD Exclusive Award – Best Actress in a DVD Premiere Movie |
| 2003 | Honey                                     | Honey Daniels                  | Teen Choice Award Nominations – Choice Movie Liplock (Sammen med Mekhi Phifer), Choice Movie Chemistry (Sammen med Mekhi Phifer), Choice Movie Actress - Drama/Action Adventure, Choice Breakout Movie Star - Female |
| 2005 | Sin City                                  | Nancy Callahan                 | Teen Choice Award Nomination – Choice Movie Actress: Action/Adventure/Thriller Saturn Award nomination – Best Supporting Actress MTV Movie Award – Sexiest Performance                                               |
| 2005 | Fantastic Four                            | Sue Storm / Invisible Woman    | Teen Choice Award Nomination – Movies - Choice Actress: Drama/Action Adventure Razzie Award – Worst Actress Imagen Foundation Award Nomination – Best Actress MTV Movie Award Nomination – Best Hero                 |
| 2005 | Into the Blue                             | Sam                            | Razzie Award – Worst Actress |
| 2007 | Fantastic Four: Rise of the Silver Surfer | Invisible Woman / Sue Richards | Teen Choice Award Nominations – Choice Movie: Hissy Fit, Choice Movie Actress: Action Adventure |
| 2007 | Good Luck Chuck                           | Cam Wexler                     | |
| 2007 | The Ten                                   | Liz Anne Blazer                | |
| 2007 | Awake                                     | Sam Lockwood                   | |
| 2008 | Meet Bill                                 | Lucy                           | |
| 2008 | The Eye                                   | Sydney Wells                   | |
| 2008 | The Love Guru                             | Jane Bullard                   | |
| 2009 | An Invisible Sign of My Own               | Mona Gray                      | |
| 2010 | The Killer Inside Me                      | Joyce Lakeland                 | [ 40 ] |
| 2010 | Sin City 2                                | Nancy Callahan                 | Pre-production |
| 2010 | Valentine's Day                           | Morley Clarkson                | |
| 2010 | Machete                                   | Sartana                        | |
| 2010 | An Invisible Sign                         | Mona Gray                      | |
| 2010 | Meet the Parents: Little Fockers          | Andi Garcia                    | |
| 2011 | Spy Kids 4D                               | Marissa Wilson                 | |
| 2012 | It Has Begun: Bananapocalypse             | Jessica Alba                   | Kort scene |
| 2013 | A.C.O.D.                                  | Michelle                       | |
| 2013 | Machete Kills                             | Sartana                        | |
| 2014 | Sin City: A Dame to Kill For              | Nancy Callahan                 | |

### Fjernsyn
| År        | TV Serie                      | Rolle                | Antal episoder | Bemærkninger |
| --------- | ----------------------------- | -------------------- | -------------- | --- |
| 1994      | The Secret World of Alex Mack | Jessica              | 3              | |
| 1995-1997 | Flipper                       | Maya Graham          | 10             | YoungStar Award Nomination – Best Performance by a Young Actress in a Daytime TV Program |
| 1996      | ABC After School Specials     | Christy              | 1              | |
| 1996      | Chicago Hope                  | Florie Hernandez     | 1              | |
| 1998      | Brooklyn South                | Melissa Hauer        | 1              | |
| 1998      | Beverly Hills, 90210          | Leanne               | 2              | |
| 1998      | The Love Boat: The Next Wave  | Layla                | 1              | |
| 2000–2002 | Dark Angel                    | Max Guevara / X5-452 | 42             | Teen Choice Award – TV - Choice Actress Teen Choice Award Nomination – TV - Choice Actress, Drama ALMA Awards Nominations – Outstanding Actress in a New Television Series, Outstanding Actress in a Television Series Saturn Award – Best Actress on Television Saturn Award Nomination – Best Actress in a Television Series Golden Globe Award Nomination – Best Performance by an Actress in a TV-Series - Drama Young Artist Award – Best Performance in a TV Drama Series - Leading Young TV Guide Award – Breakout Star of the Year TV Guide Award Nomination – Actress of the Year in a New Series |
| 2003      | Mad TV                        | Jessica Simpson      | 1              | |
| 2004      | Entourage                     | Sig selv             | 1              | |

## Awards og nomineringer
ALMA Awards
- Vandt: Breakthrough Actress of the Year (2001)

TV Land Awards
- Nomineret: Little Screen/Big Screen Star (Women) (2007)

Spike TV Guys' Choice Awards
- Vandt: Hottest Jessica (2007)

Young Hollywood Awards
- Vandt: Superstar of Tomorrow (2005)